# Estação Strelka
Strelka (em russo:  Стрелка) é uma das estações terminais das linhas Sormovskaia do metro de Níjni Novgorod, na Rússia. Estação «Strelka» está localizado após a estação «Moskovskaia» (linha Avtosavodskaia e Sormovskaia) e após a estação «Volga» (linha Sormovskaia).